# Arcticanodon dawsonae
Arcticanodon dawsonae és una espècie extinta de mamífers paleanodonts que visqueren durant l'Eocè inferior a Nord-amèrica. Se'l coneix a partir d'un únic fòssil trobat al Canadà.